# Jay Spearing
Jay Francis Spearing (Wallasey, 25 november 1988) is een Engels voetballer die bij voorkeur als middenvelder speelt.

## Liverpool
Spearing was de captain van Liverpool onder de 18 dat de FA Youth Cup in 2007 won. Hij speelde in de finale van het toernooi, maar miste een groot deel van het seizoen vanwege een gebroken been. Spearing werd gepromoveerd naar het eerste elftal
Hij werd verkozen als beste speler op het Torneo di Renate, een toernooi voor onder de 20 teams, waar ook concurrenten AC Milan en Parma FC aan meededen. Hij maakte deel uit van het team dat in het seizoen 2007-2008 de Reserve Premier League won. Spearing maakte zijn debuut in het eerste elftal van Liverpool in de UEFA Champions League, tegen PSV, als invaller. De wedstrijd eindigde in een 3-1-overwinning voor 'The Reds'. Spearing speelde ook in de tweede ronde tegen Real Madrid, als invaller in de tweede helft. Liverpool won met 4-0.
Op 22 september 2009 stond Spearing voor het eerst in de basis bij het eerste elftal. Hij speelde de volledige 90 minuten tegen Leeds United, in de Carling Cup, op Elland Road. Op 17 oktober 2009 tegen Sunderland AFC maakte hij zijn debuut in de Premier League. Hij kwam in het veld als vervanger voor Javier Mascherano. Journalisten bekroonden hem tot 'Man of the Match' op de officiële Liverpool-website.
Hij verruilde in 2013 Liverpool voor Bolton Wanderers, dat hem daarvoor al een jaar huurde. In 2015 speelde hij op huurbasis voor Blackburn Rovers. In 2017 liep zijn contract af en in oktober sloot hij aan bij Blackpool.

## Persoonlijk leven
Spearing werd geboren in het Arrowe Park Hospital. Op de lagere school zat hij op het St. George's en op de middelbare school op de Mosslands secondary school.